# Кашина
 Тази статия е за селото в България.  За града в Италия вижте Кашина (Италия).  
Кашѝна (името може да се срещне и като Къшѝна) е село в Югозападна България, община Сандански, област Благоевград.

## География
Малкото село е в склоновете на югозападен Пирин е на около два часа път пеша от Рожен. Неговата стара, малка църква е наистина едно ценно наследство, което населението от Кашина десетилетия наред е градило и пазило. На около 40 минути път от селото се намира красивият водопад Скоко, разположен на Лоповска (Кашинска) река, която тече край селото. Къщите в селото са строени от природни матерали – глина, дърво и камък.

## История
През ΧΙΧ век Кашина е малко чисто българско село, числящо се към Демирхисарска кааза на Серския санджак. Църквата „Успение Богородично“ е от първата половина на XIX век. В „Етнография на вилаетите Адрианопол, Монастир и Салоника“, издадена в Константинопол в 1878 година и отразяваща статистиката на населението от 1873 година, Кашина (Kachina) е посочено като село с 64 домакинства и 200 жители българи.
В 1891 година Георги Стрезов пише за селото:
| „ | Кашина, чифлик на Иверския манастир при полите на Пирин на С от Черешница 2 часа. Повечето дърводелци. Училище няма. Броят на къщите е 30, само български. | “ |

Според статистическите изследвания на Васил Кънчов („Македония. Етнография и статистика“) към 1900 година селото брои 180 жители, всичките българи-християни.
Според статистиката на секретаря на Българската екзархия Димитър Мишев („La Macédoine et sa Population Chrétienne“) в 1905 година селото вече се числи към Мелнишка кааза. Християнското население на Кашина се състои от 256 българи патриаршисти гъркомани.
На 5 април 1905 година в землището на селото се разиграва братоубийствено сражение, в което чети на Вътрешната македоно-одринска революционна организация, начело с Яне Сандански, разбиват четата на Юрдан Стоянов от Върховния македоно-одрински комитет.
При избухването на Балканската война през 1912 година един жител на селото е доброволец в Македоно-одринското опълчение.

## Население

### Етнически състав
Преброяване на населението през 2011 г.
Численост и дял на етническите групи според преброяването на населението през 2011 г.:
|                     | Численост |
| Общо                | 10        |
| Българи             | 10        |
| Турци               | -         |
| Цигани              | -         |
| Други               | _         |
| Не се самоопределят | -         |
| Неотговорили        | -         |

## Редовни събития
На 28 август т.е. на Света Богородица всяка година, хората от селото се събират, за да честват този религиозен празник, който се счита като празник на селото и на малката църква „Успение Богородично“. На църквата се прави курбан, палят се свещи и естествено има музика.

## Други
През 2004 г. населението на Кашина е 17 души. 2006 година стартира една инициатива на неправителствени организации с младежи от Германия и България (Сандански), с цел съживяване на селото, подпомагане на старите хора, почистване на гробищния парк, събиране на отпадъци и реставриране с глина.

## Личности
Родени в Кашина
- Атанас Кременлиев (1934 - 2021), български писател
- Атанас Павлов (поп Ташо) (1822 – 1907), български църковен деец
- Димитър Кашиналията (ок. 1880 – 1905), български революционер
- Костадин Попташев (1864 – 1912), български просветен деец

Починали в Кашина
- Александър Стефчев – Старото (? – 1905), български революционер от ВМОК, четник при Юрдан Стоянов, загинал в сражението с четата на Яне Сандански
- Асен Партениев (1876 – 1905), български революционер
- Давидко Милчев (? – 1905), български революционер
- Димитър Кашиналията (ок. 1880 – 1905), български революционер
- Маникат Янъков (? – 1905), български революционер